# Logikschaltung
| QS-Informatik | Dieser Artikel wurde wegen inhaltlicher Mängel auf der Qualitätssicherungsseite der Redaktion Informatik eingetragen. Dies geschieht, um die Qualität der Artikel aus dem Themengebiet Informatik auf ein akzeptables Niveau zu bringen. Hilf mit, die inhaltlichen Mängel dieses Artikels zu beseitigen, und beteilige dich an der Diskussion! (+) Begründung: Der einordnende Rahmen des Themas ist zwar vorhanden, doch der Inhalt fehlt. Die inhaltlichen Ausführungen zu dem, was da gesagt werden müsste, sind nicht vorhanden. --A.Abdel-Rahim (Diskussion) 10:44, 27. Jun. 2021 (CEST) |

Eine Logikschaltung ist eine Verschaltung elektronischer Bauteile, die eine digitale Logik auf Basis der booleschen Algebra umsetzt.
Unterschieden werden „kombinatorische Schaltungen“, die eine boolesche Funktion als Schaltnetz implementieren (ein Logikgatter), von „Schaltwerken“, die eine Rückkopplung und damit einen (internen) Zustand besitzen; Schaltwerke sind Implementierungen von endlichen Automaten, beispielsweise gemäß dem Medvedev-Automaten-Schema oder dem Schema der Moore-Automaten oder der Mealy-Automaten.